# بیوتویل (اورگان)
بیوتویل (به انگلیسی: Butteville) یک منطقهٔ مسکونی در ایالات متحده آمریکا است که در شهرستان ماریون، اورگن واقع شده‌است. بیوتویل ۲٫۹ کیلومتر مربع مساحت و ۲۶۵ نفر جمعیت دارد و ۴۲ متر بالاتر از سطح دریا واقع شده‌است.